# Fråga en muslim

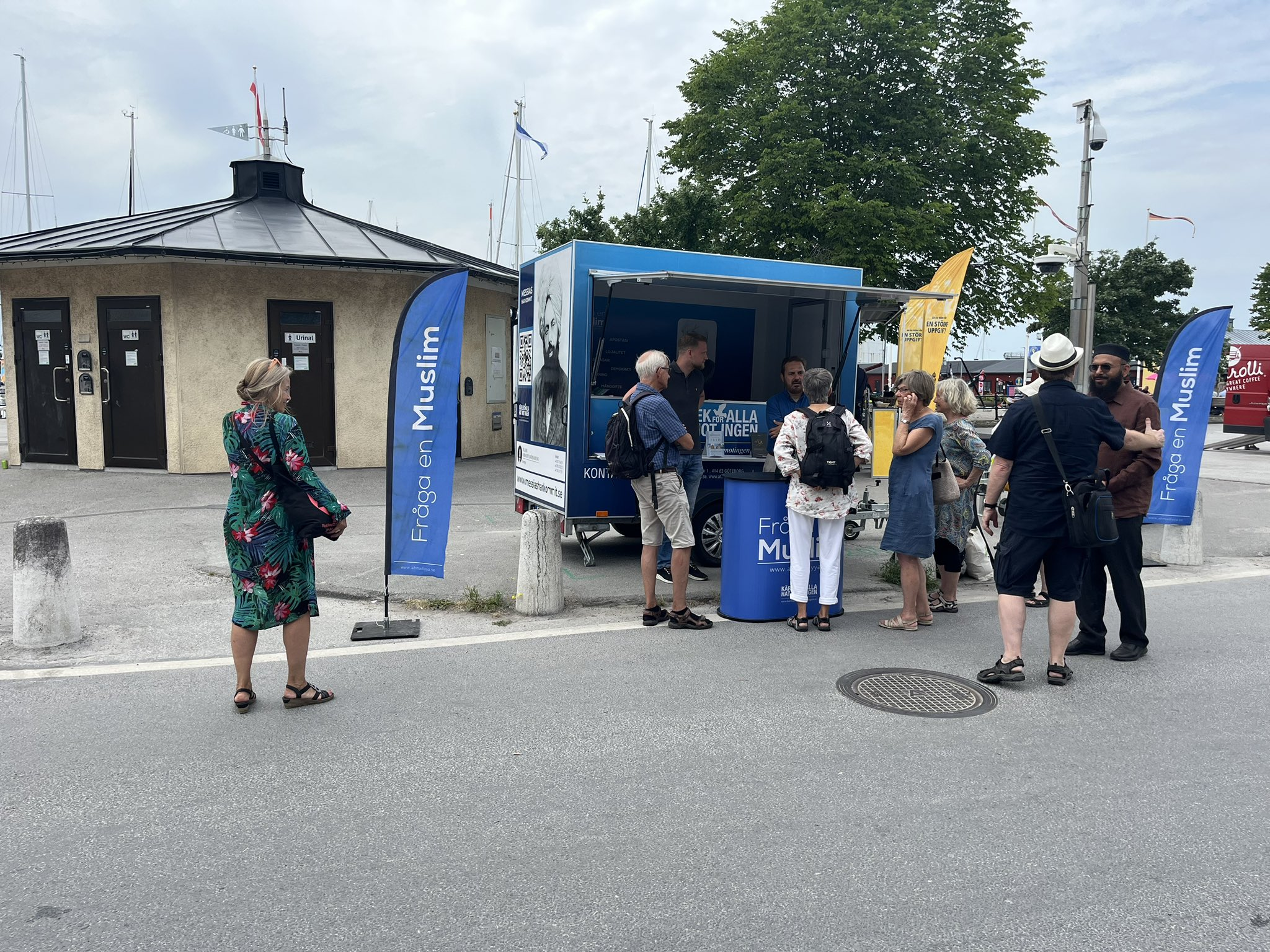
Fråga en Muslim under Almedalsveckan 2024

Fråga en muslim är en kampanj initierad av det islamiska ahmadiyyasamfundet i Sverige på Bokmässan i Göteborg 2018. Kampanjen syftar till att skapa ömsesidig dialog och öka kunskapen om islam i det svenska samhället. Den är ett svar på den ökande islamofobiska retoriken i samhället, särskilt från politiker, och möter allmänna missuppfattningar och fördomar mot muslimsk tro. Enligt en rapport från Brottsförebyggande rådet (BRÅ) år 2022 hade hälften av alla hatbrott ett islamofobiskt motiv.
De vanligaste frågorna som företrädarna får uppges vara synen på jämställdhet mellan könen, yttrandefrihet och det sekulära samhället inom islam. Kampanjen är inspirerad av en amerikansk kampanj med namnet "Coffee, Cake and True Islam".

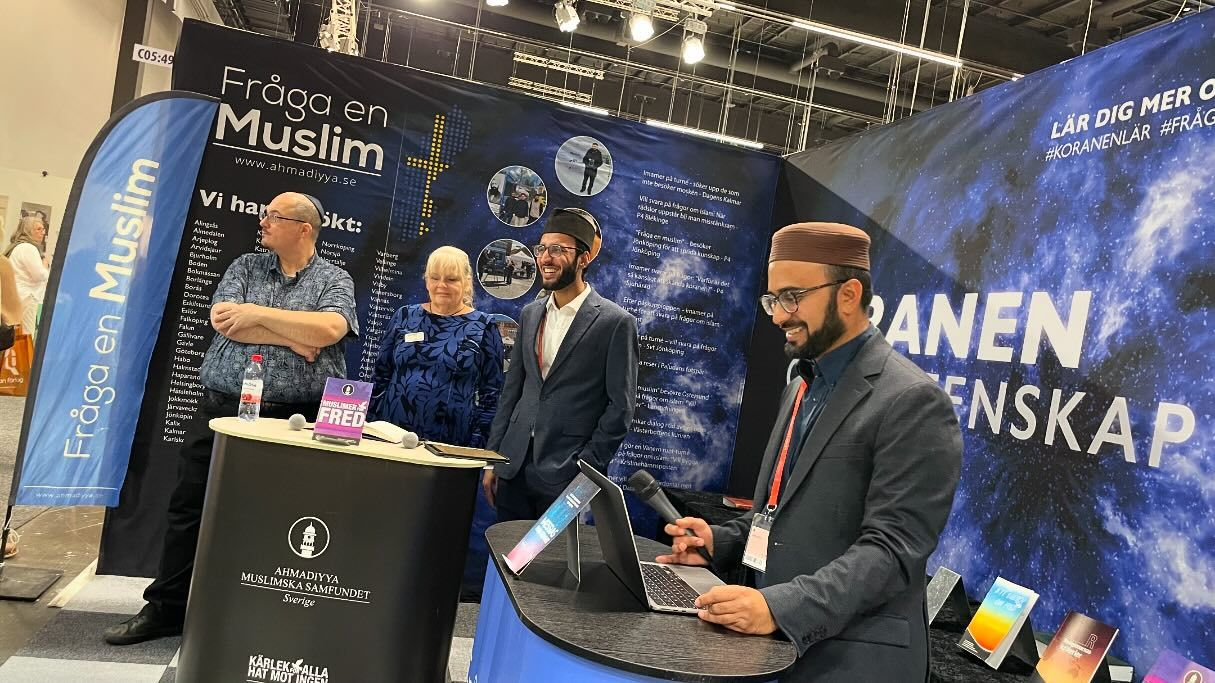
Fråga en muslim under Bokmässan år 2024

Tillvägagångssätt för kampanjen är att anordna allmänna sammankomster med polistillstånd på olika platser runtom i Sverige. Det har gjorts i mer än 100 städer runtom i landet. Företrädare för samfundet träffar också representanter från den lokala kommunen, Svenska kyrkan, skolor, och polismyndigheten för att föra dialog om gemensamma utmaningar i samhället.
Kampanjen har mötts av skiftande reaktioner från det svenska samhället, vilket har skildrats i ett flertal medier runtom i landet. Den har även besökt politikerveckorna i Almedalen och Järvaveckan, samt större marknader som Kiviks marknad, Sjöbo marknad och Jokkmokk vintermarknad. Kampanjen har även besökt Åland.